# الحوكمة الذكية في القرن الحادي والعشرين
الحوكمة الذكية في القرن الحادي والعشرين: طريق وسط بين الغرب والشرق هو كتاب نشره المستثمر ورجل الخير نيكولاس بيرجرون والمحرر والكاتب ناثان جاردلز في عام 2012.
يقول الكتاب إن الديمقراطيات الغربية قد أصيبت بالإحباط نتيجة الشعبوية والتفكير قصير المدى، في حين أن الدول الشرقية الاستبدادية، ومن أبرزها الصين، تحتاج إلى تدعيم استحقاقراطيتها لكن النظم الاستبدادية ذات الشرعية الشعبية من سمات الحكومات الغربية.
نشر الكتاب أول مرة باللغة الإنجليزية ثم ترجم لاحقًا إلى الإسبانية والبرتغالية ولغات أخرى.

## المحتويات
الفصل الأول: «العولمة وتحديات الحوكمة الجيدة» ويقارن بين المنظور الجيوسياسي والجغرافي الحضاري للغرب والشرق بينما يواجهون التغير الحاصل عن العولمة بقيادة أمريكا لتكوين كيانات جمعية معتمدة على بعضها البعض.
الفصل الثاني: «الديمقراطية الاستهلاكية في أمريكا مقابل هيئات الموظفين الحديثة في الصين» ويحلل مواطن القوة والضعف المعاصرة في كلا النظامين.
الفصل الثالث: «احتمالات مزيج الدستورية الديمقراطية الليبرالية والاستحقاقراطية:» ويعيد النظر في صفات الاستحقاقراطية السياسية مقابل الديمقراطية الانتخابية باعتبارها أحد أشكال الحوكمة الجيدة. ويستعرض الفصل بشكل خاص العوامل التي تربط المفكرين الغربيين الكلاسيكيين ومفكري عصر النهضة وبين التعاليم الكونفوشيوسية.
الفصل الرابع: «تحديات الحوكمة الجديدة: الشبكات الاجتماعية والمدن الكبرى والتشتت العالمي للقدرات الإنتاجية» ويقدم مناقشات الحوكمة الأقدم إلى القرن الحادي والعشرين.
الفصل الخامس: «الحوكمة الذكية: المذاهب والأنماط» وهو بمثابة تدريب على الخيال السياسي الذي يقترح تصميم مؤسسة لطريق متوسط بين الغرب والشرق.
الفصل السادس: «إعادة تهيئة المشكلات الديمقراطية في كاليفورنيا» ويصف أعمال معهد بيرجريون للحوكمة للتعرف على الأساليب التي اتبعتها ولاية كاليفورنيا الأمريكية لإعادة تصميم نظام الحكم لتفادي الأزمات التشريعية والضعف المالي المزمن.
الفصل السابع: «مجموعة العشرين: الحوكمة العالمية من القمم إلى الشبكات الأقلية» ويوضح الجهود التي بذلها معهد بيرجريون لجعل مجموعة العشرين أكثر فعالية.
الفصل الثامن: «أوروبا: الاتحاد السياسي والعجز الديمقراطي» ويصف كيف شجع معهد بيرجريون للحوكمة الاتحاد الأوروبي على المزيد من الوحدة السياسية والمالية.
اختتم الكتاب بفصل «البقاء للأحكم»، ويشير إلى أن الحكم والتفكير الطويل المدى المقترنين بالشرعية الديمقراطية هما الزوج السياسي الأمثل للنجاح في عالم العولمة.